# 德川義宜
德川義宜（日语：／ Tokugawa Yoshinori，1858年7月4日—1875年11月24日）是德川御三家之一的尾張藩第十六代藩主。第十四代藩主德川慶勝第三子，母親是側室武藤氏於玉。幼名元千代，號松堂。無子女。官職是從三位左近衛權中將，諡號靖公。
安政5年（1858年）4月，父親慶勝所屬的一橋派與身為大老井伊直弼所屬的南紀派鬥爭，井伊直弼遂發起安政大獄，以「不時登城（未依規定時間擅自進入將軍居城）」為由，處以德川慶勝隱居（退休）、謹慎（軟禁在家）等處罰。德川慶勝只好將藩主之位讓給五弟高須藩第十一代藩主松平義比，而義比接任藩主後改名德川茂德，並安排其子松平義端接任高須藩主，又將慶勝的兒子德川義宜為養子。尾張藩實權其實仍在慶勝手上。
文久3年（1863年）9月13日，德川茂德隱居，讓位給當時6歲的養子義宜為藩主。元治元年（1864年），義宜就任成為第十六代藩主。官位是從三位左近衛權中將。德川慶勝才將實權交回義宜。
慶應4年（1868年），鳥羽伏見之戰幕府軍戰敗後，尾張藩決定倒幕，在御三家當中唯一與幕府對立的親藩。未代將軍德川慶喜隱居後，德川義宜成為德川宗家後補人選第二位，但是因為義宜體弱多病，藩務多由其父德川慶勝處理。明治8年（1875年），年僅18歳的義宜夭折。其父德川慶勝再度成為尾張德川家當主。法名為隆德院殿仁譽義道源靖公。